# Sem Benelli
Sem Benelli (Prato, 10 de agosto de 1877 – 18 de dezembro de 1949) foi um dramaturgo, ensaísta e libretista italiano. Forneceu textos para várias óperas italianas, incluindo as obras de Italo Montemezzi L'amore dei tre re e L'incantesimo, e também La cena delle beffe de Umberto Giordano , sendo esta baseada na sua peça do mesmo nome. Era também poeta e escritor do simbolismo italiano, e guionista de cinema. Foi cofundador da revista Poesia em Milão em 1905 com Filippo Tommaso Marinetti, iniciador do Futurismo.
A sua peça La cena delle beffe foi um grande êxito de teatro em Nova Iorque em 1919 sob o título The Jest, com Lionel e John Barrymore. Em Itália Paola Pezzaglia foi considerarada a melhor protagonista "masculina" de La cena delle beffe: uma noite em 1913 o protagonista masculino colapsou antes da peça, onde fazia o papel de Giannetto, e Pezzaglia fez o seu papel, com grande êxito. Desde aí Pezzaglia repetiu muitas vezes o papel.
Escreveu o argumento para o filme de 1942 La cena delle beffe.